# Le Fondateur (nouvelle)
Pour les articles homonymes, voir Fondateur.
Le Fondateur (titre original : Founding Father) est une nouvelle de science-fiction d'Isaac Asimov, parue en février 1965 et publiée en France dans le recueil Cher Jupiter.

## Résumé
L'équipage d'un vaisseau spatial joue décidément de malchance : non seulement ils se sont écrasés sur une planète perdue, en plus, ils ont la surprise d'y trouver une atmosphère composée d'azote, de gaz carbonique et d'ammoniac au lieu d'oxygène. Ils sont donc condamnés s'ils ne parviennent pas à changer cette atmosphère toxique par leurs techniques de géoingénierie. Pour cela, ils commencent des cultures de plantes terrestres qui devraient relâcher de l'oxygène et détruire le cycle de l'ammoniac.
Les plantes ne prennent pas, l'ammoniac les empoisonne trop vite. Après des années d'efforts infructueux, quatre des cinq astronautes meurent, le dernier survivant les enterre dans leurs cultures à l'extérieur. Puis il attend de mourir à son tour.
Mais lorsqu'il sort pour la dernière fois, les plantes sont enfin vivaces, l'atmosphère s'est localement oxygénée... Il comprend alors, dans ses derniers instants, que c'est l'apport nutritionnel des corps qui a permis ce miracle et créé une nouvelle Terre.

## Note de traduction
Dans Cher Jupiter, le gaz est incorrectement dénommé ammoniaque, alors qu'il s'agit de la solution aqueuse de l'ammoniac.